# Hostiliano
Hostiliano foi o imperador romano entre julho a novembro de 251. Era o filho do imperador Décio com sua esposa Herênia Etruscila, tendo sido elevado a césar em maio de 251, mesmo mês que seu irmão mais velho Herênio Etrusco foi elevado a coimperador por seu pai. Décio e Herênio foram mortos na Batalha de Abrito em junho do mesmo ano pelos godos e Treboniano Galo foi proclamado imperador pelo Exército Romano. No mês seguinte ele elevou Hostiliano a coimperador e seu próprio filho Volusiano para césar. Entretanto, Hostiliano morreu logo em novembro de 251, seja vítima de praga ou assassinado por Treboniano.

## História
Ninguém sabe a data de seu nascimento, provavelmente após 230. Filho do imperador Décio e sua esposa Herênia Etruscila, era o irmão mais novo do futuro imperador Herênio Etrusco.
Após a ascensão ao trono de seu pai, foi sempre tratado como um príncipe imperial, mas estava sempre na sombra de seu irmão Herênio, que gozava dos privilégios de primogênito e herdeiro. No início de 251, Herênio foi nomeado co-imperador e Hostiliano foi agraciado com o título iuventutis princeps ("príncipe da juventude").
Essas disposições foram feitas pois Décio se preparava para a campanha contra Cniva, Rei dos godos, para puni-lo por suas incursões na fronteira do Danúbio. Hostiliano permaneceu em Roma por causa de sua pouca experiência e Décio nomeou a esposa, Herênia, como imperatriz e a fez regente do império.
A campanha foi um desastre: o pai e o irmão morreram na Batalha de Abrito e Décio se tornou o primeiro imperador romano a morrer em batalha contra um exército estrangeiro. As tropas proclamaram Treboniano Galo imperador, mas Roma reconheceu os direitos de Hostiliano.
Como Treboniano era um general respeitado e havia o temor de uma nova guerra civil de sucessão, o senado romano decidiu respeitar a vontade do povo de Roma e reconheceu ambos como imperadores. Mas depois, no mesmo ano, a peste se espalhou por Roma e o jovem príncipe morreu na epidemia, o primeiro imperador em 40 anos a morrer de causas naturais. Sua morte - oportuna - abriu o caminho para Treboniano governar com seu filho Volusiano.